# Ghazali Shafie

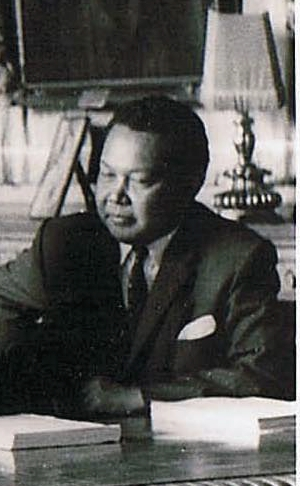
Ghazali Shafie

Tun Mohammed Ghazali „King Ghaz“ Shafie (* 1922 in Kuala Lipis, Pahang, Malaysia; † 24. Januar 2010 in Wangsa Baiduri, Subang Jaya bei Kuala Lumpur) war ein malaysischer Politiker und Geschäftsmann.

## Biografie
Shafie trat 1941 in den Dienst der Freiwilligenarmee (Malayan Voluntary Force) und begann sich bereits frühzeitig politisch zu engagieren. 1946 wurde er Mitglied der Pahang Malay Assoziation (Persatuan Melayu Pahang), wo er sich insbesondere im Bereich der sozialen Wohlfahrt betätigte. Nach seinem Beitritt zur United Malays National Organisation (UMNO) übernahm er ab 1958 mehrere Führungspositionen in der Partei. Er war unter anderem Vorsitzender der UMNO im Bezirk Kuala Lipis sowie Mitglied des Obersten Rates der Partei.
1961 war er zunächst Projektmanager und im folgenden Jahr Mitglied der sogenannten Cobbold-Kommission, die die Grundlagen für die Bildung der Föderation Malaysia erarbeitete, die am 16. September 1963 aus der bisherigen Föderation Malaya sowie den britischen Kronkolonien Singapur, Nordborneo (heute Sabah) und Sarawak entstand.
Außerdem war er von 1962 bis 1988 Präsident der Amateurathletikunion (Malaysian Amateur Athletics Union).
1970 wurde er von Premierminister Abdul Razak zum Minister für besondere Aufgaben in die Regierung berufen. Zwischen 1970 und 1972 war er außerdem Senator. 1981 wurde er zusätzlich Informationsminister im Kabinett Razak. Im Rahmen einer Regierungsumbildung ernannte ihn Premierminister Razak zum Innen- und Informationsminister und übte diese Ämter auch unter Razaks Nachfolger Hussein Onn bis 1981 aus. 1974 wurde er darüber hinaus als Vertreter der UMNO im Wahlkreis Lipis zum Mitglied des Abgeordnetenhauses (Dewan Rakyat) gewählt und in der Folgezeit ohne Gegenkandidat wiedergewählt wurde.
Unter Onns Nachfolger als Premierminister, Mahathir bin Mohamad, erfolgte 1981 seine Berufung zum Außenminister und wurde zugleich Vizepräsident der UMNO. Am 10. Januar 1982 entging er nur knapp dem Tod als die von ihm geflogene Cessna auf dem Flug von Kuala Lumpur nach Kuala Lipis in Kampung Janda Baik abstürzte. Bei dem Absturz kamen sowohl der Kopilot als auch sein Bodyguard ums Leben.
1984 schied er aus dem Kabinett aus und trat in die Privatwirtschaft, wo er Vorsitzender einer Reihe von körperschaftlicher Firmen wie Paremba, Landmarks Holding Bhd sowie MUI Finance war.